# Вітовиці (Нижньосілезьке воєводство)
Вітовиці (пол. Witowice) — село в Польщі, у гміні Вйонзув Стшелінського повіту Нижньосілезького воєводства.
Населення — 321 особа (2011).

## Демографія
Демографічна структура станом на 31 березня 2011 року:
|          | Загалом | Допрацездатний вік | Працездатний вік | Постпрацездатний вік |
| -------- | ------- | ------------------ | ---------------- | -------------------- |
| Чоловіки | 165     | 42                 | 111              | 12                   |
| Жінки    | 156     | 27                 | 97               | 32                   |
| Разом    | 321     | 69                 | 208              | 44                   |